# الکساندر الکسینکو
الکساندر الکسینکو (اوکراینی: Селиванов Александр Анатольевич؛ زادهٔ ۶ اکتبر ۱۹۸۱) بازیکن فوتبال است.